# Grégory Cuilleron
Grégory Cuilleron, né le 2 avril 1980 à Lyon, est un cuisinier français.
Dépourvu d'avant-bras gauche, il s'est fait connaître en participant à différentes émissions culinaires de la chaîne M6.

## Biographie
Né avec une agénésie (l'absence de formation d'un organe lors de l'embryogenèse) de l'avant-bras gauche, Grégory Cuilleron est titulaire d'un baccalauréat scientifique et entame des études de droit après s'être fait refuser en médecine militaire à cause de son handicap. Diplômé d'un DEUG, il entreprend un BTS action commerciale et part travailler aux États-Unis dans une entreprise de matériel de prospection pétrolière. Ensuite, il revient en France et devient responsable d'une agence de communication spécialisée dans la gastronomie.

### Ses débuts médiatiques
Le 11 février 2008, Grégory Cuilleron est le gagnant de la 1re émission d'Un dîner presque parfait, diffusée sur M6,. En octobre 2009, il sort vainqueur de l'émission spéciale Un dîner presque parfait : Le Combat des régions et empoche la somme de 10 000 euros. Ensuite, Grégory Cuilleron participe à la 1re saison de Top Chef mais est rapidement éliminé.
À partir de janvier 2010, il devient chroniqueur dans l'émission d'M6 présentée par Cyril Lignac, MIAM : Mon invitation à manger.
En mars 2010, il succède à Jamel Debbouze en étant nommé ambassadeur de l'association de gestion du fonds pour l'insertion professionnelle des personnes handicapées (AGEFIPH).
Le 20 octobre 2010, Grégory Cuilleron sort un livre de recettes aux Éditions M6, intitulé Dans la cuisine de Grégory,. En avril 2011, il ouvre une épicerie-restaurant à Sainte-Foy-lès-Lyon, qui porte le nom « Épicerie & Compagnie »,.
En 2012, il participe à l'émission Pékin Express : Le Passager mystère.
Du 31 juillet au 28 août 2014, il présente une émission de cuisine, La Tournée des Popotes sur France 5. À chaque épisode, Grégory Cuilleron découvre un nouveau pays et part à la rencontre d'un chef qui lui présente la gastronomie locale. Pour remercier ses hôtes de lui avoir fait découvrir la cuisine de leur pays, Grégory prépare un menu composé exclusivement de produits français. En fin d'émission, Grégory et le chef local fusionnent deux recettes, l'une française, l'autre étrangère,.
Depuis 2015, il anime l'émission jeunesse Chez Rémy : Tout Le Monde Peut Cuisiner sur la chaine Disney Channel, dont le but est d'apprendre la cuisine aux enfants.
Durant les Jeux olympiques d'été de 2016, il participe à une rubrique culinaire pour l'émission Bom Dia Rio, diffusée tous les jours sur France 2.
Le 13 février 2018, il dévoile la cuisine française à travers l’histoire, aux côtés de Nathalie Nguyen dans l’émission La Fabuleuse Histoire Du Restaurant, présentée par Stéphane Bern. Le 4 juin 2018, il est une nouvelle fois candidat à l’émission d’un Diner Presque Parfait, Spéciale 10 ans, ayant pour co-vedettes Eve Angeli, Ruben Sarfati, Jean-Fabien et Maria,,. En juin 2018, il publie le livre de recette Mieux Dans Mon Assiette Contre Le Cancer,.
En 2021, il est champion du monde de l’œuf en meurette.

### Engagement politique
En 2020, il est élu conseiller du 5e arrondissement de Lyon sur la liste « Respirations avec Georges Képénékian » menée par Béatrice Gailliout et dissidente à celle soutenue par La République En Marche.

## Publications
- Grégory Cuilleron, Dans la cuisine de Grégory, Neuilly-sur-Seine, M6 Éditions, 20 octobre 2010, 167 p. (ISBN 978-2-35985-028-4 et 2-35985-028-8)
- Grégory Cuilleron : Dans Le Bistrot de Grégory (2012)
- Grégory Cuilleron & Romain Tischenko : Phildelphia (2013)
- Grégory Cuilleron : Bluffez Vos Enfants (2014)
- Grégory Cuilleron : Mieux dans mon assiette contre le cancer (2018) (disponible en format physique gratuitement dans quelques pharmacies lyonnaises). Les recettes sont également trouvables sur le site Grégory Cuilleron Recettes sur mieuxdansmonassietteaveclecancer.fr